# Jag älskar dig åter
Jag älskar dig åter (engelska: I Love You Again) är en amerikansk långfilm från 1940 i regi av W.S. Van Dyke, med William Powell, Myrna Loy, Frank McHugh och Edmund Lowe i rollerna. Filmen bygger på boken I Love You Again av Octavus Roy Cohen.

## Handling
När den bastanta och snåla affärsmannen Larry Wilson (William Powell) är på kryssning blir han slagen i huvudet med en åra då han försöker rädda 'Doc' Ryan (Frank McHugh). Han vaknar upp och kommer ihåg att han är den sofistikerade bedragaren George Cary och att 'Doc' är hans ohederlige kumpan. Men det han inte minns är de senaste nio åren när han var Larry Wilson.
Han återvänder till New York och får reda på att han är gift med Kay (Myrna Loy). Frun håller på att skilja sig från honom för att gifta sig med Herbert (Donald Douglas). Larry övertalar Doc att låtsas vara hans läkare. Hans mål är att få ut pengarna som han samlat ihop de senaste nio åren. När den planen går om intet börjar han använda sitt goda rykte för att stjäla pengar av sina vänner. Det Larry inte räknat med är att han börjar förälska sig i Kay igen, men hon vill inte veta av sin tråkiga snåljåp till man.

## Rollista
| William Powell         | – Larry Wilson alias George Carey |
| Myrna Loy              | – Kay Wilson                      |
| Frank McHugh           | – 'Doc' Ryan                      |
| Edmund Lowe            | – Duke Sheldon                    |
| Donald Douglas         | – Herbert                         |
| Nella Walker           | – Kay's Mother                    |
| Carl 'Alfalfa' Switzer | – Harkspur Jr.                    |
| Pierre Watkin          | – Mr. Sims                        |
| Paul Stanton           | – Mr. Littlejohn Sr.              |
| Morgan Wallace         | – Mr. Belenson                    |
| Charles Arnt           | – Billings                        |